# Damian Pławecki
Damian Pławecki (* 4. November 1973) ist ein polnischer Badmintonspieler. 

## Karriere
Damian Pławecki gewann in Polen zahlreiche Medaillen bei Junioren- und Erwachsenentitelkämpfen. 1994, 1995, 1997 und 1998 wurde er Meister. 1994 siegte er bei den Hungarian International, 1995 bei den Bulgarian International.

## Sportliche Erfolge
| Saison    | Veranstaltung                          | Disziplin    | Platz | Name                                                                         |
| --------- | -------------------------------------- | ------------ | ----- | ---------------------------------------------------------------------------- |
| 1991      | Polnische Einzelmeisterschaften        | Herrendoppel | 3     | Jacek Jagodziński / Damian Pławecki (AZS UW Warszawa)                        |
| 1991      | Polnische Einzelmeisterschaften        | Mixed        | 3     | Damian Pławecki / Sylwia Rutkiewicz (AZS UW Warszawa)                        |
| 1991      | Polnische Meisterschaften der Junioren | Herrendoppel | 1     | Jacek Jagodzinski / Damian Plawecki                                          |
| 1991      | Polnische Meisterschaften der Junioren | Mixed        | 1     | Damian Pławecki / Sylwia Rutkiewicz                                          |
| 1992      | Polnische Einzelmeisterschaften        | Mixed        | 3     | Damian Pławecki / Sylwia Wiechowska (AZS UW Warszawa)                        |
| 1992      | Polnische Einzelmeisterschaften        | Herrendoppel | 2     | Jacek Jagodziński / Damian Pławecki (AZS UW Warszawa)                        |
| 1992      | Polnische Meisterschaften der Junioren | Herrendoppel | 1     | Jacek Jagodzinski / Damian Pławecki                                          |
| 1993      | Polnische Einzelmeisterschaften        | Mixed        | 3     | Damian Pławecki / Edyta Buziecka (AZS UW Warszawa)                           |
| 1994      | Polnische Einzelmeisterschaften        | Mixed        | 1     | Damian Pławecki / Dorota Borek (AZS UW Warszawa / Technik Głubczyce)         |
| 1994      | Polnische Einzelmeisterschaften        | Herrendoppel | 1     | Jerzy Dołhan / Damian Pławecki (Technik Głubczyce / AZS UW Warszawa)         |
| 1994      | Hungarian International                | Herrendoppel | 1     | Damian Pławecki / Robert Mateusiak                                           |
| 1994      | Bulgarian International                | Herrendoppel | 1     | Robert Mateusiak / Damian Pławecki                                           |
| 1994/1995 | EBU Circuit                            | Herrendoppel | 1     | Damian Pławecki / Robert Mateusiak                                           |
| 1995      | Polnische Einzelmeisterschaften        | Herrendoppel | 1     | Jerzy Dołhan / Damian Pławecki (Technik Głubczyce)                           |
| 1995      | Polnische Einzelmeisterschaften        | Mixed        | 2     | Damian Pławecki / Dorota Borek (Technik Głubczyce)                           |
| 1996      | Polnische Einzelmeisterschaften        | Mixed        | 2     | Damian Pławecki / Katarzyna Krasowska (Technik Głubczyce)                    |
| 1996      | Polnische Einzelmeisterschaften        | Herrendoppel | 2     | Robert Mateusiak / Damian Pławecki (Polonez Warszawa / Technik Głubczyce)    |
| 1997      | Polnische Einzelmeisterschaften        | Mixed        | 1     | Damian Pławecki / Dorota Borek (Technik Głubczyce)                           |
| 1997      | Polnische Einzelmeisterschaften        | Herrendoppel | 1     | Jerzy Dołhan / Damian Pławecki (Technik Głubczyce)                           |
| 1998      | Polnische Einzelmeisterschaften        | Mixed        | 1     | Damian Pławecki / Dorota Grzejdak (AZS Kraków / Pobrzeże Koszalin)           |
| 1998      | Polnische Einzelmeisterschaften        | Herrendoppel | 1     | Michał Łogosz / Damian Pławecki (Bizon Płock / AZS Kraków)                   |
| 1999      | Polnische Einzelmeisterschaften        | Herrendoppel | 3     | Paweł Kaczyński / Damian Pławecki (Warmia Olsztyn / AZS Kraków)              |
| 1999      | Polnische Einzelmeisterschaften        | Mixed        | 3     | Damian Pławecki / Joanna Bednarska (AZS Kraków)                              |
| 2000      | Polnische Einzelmeisterschaften        | Herrendoppel | 3     | Jacek Niedźwiedzki / Damian Pławecki (SKB Litpol-Malow Suwałki / AZS Kraków) |
| 2000      | Weltmeisterschaften der Studenten      | Mixed        | 2     | Damian Pławecki / Kinga Rudolf                                               |
| 2000      | Polnische Einzelmeisterschaften        | Mixed        | 3     | Damian Pławecki / Dorota Grzejdak (AZS Kraków / Ołobok Ostrów Wlkp.)         |
| 2000      | Weltmeisterschaften der Studenten      | Herrendoppel | 2     | Michał Łogosz / Damian Pławecki                                              |
| 2001      | Polnische Einzelmeisterschaften        | Herrendoppel | 3     | Jacek Hankiewicz / Damian Pławecki (SKB Litpol-Malow Suwałki / AZS Kraków)   |
| 2002      | Polnische Einzelmeisterschaften        | Herrendoppel | 3     | Jacek Hankiewicz / Damian Pławecki (SKB Litpol-Malow Suwałki / AZS Kraków)   |
| 2002      | Polnische Einzelmeisterschaften        | Mixed        | 3     | Damian Pławecki / Dorota Grzejdak (AZS Kraków / Orlicz Suchedniów)           |
| 2003      | Polnische Einzelmeisterschaften        | Mixed        | 3     | Damian Pławecki / Monika Bieńkowska (AZS Kraków / Masovia Płock)             |
| 2003      | Polnische Einzelmeisterschaften        | Herrendoppel | 3     | Jacek Hankiewicz / Damian Pławecki (SKB Litpol-Malow Suwałki / AZS Kraków)   |
| 2004      | Polnische Einzelmeisterschaften        | Herrendoppel | 3     | Jacek Hankiewicz / Damian Pławecki (SKB Litpol-Malow Suwałki / AZS Kraków)   |
| 2004      | Polnische Einzelmeisterschaften        | Mixed        | 3     | Damian Pławecki / Monika Bieńkowska (AZS Kraków / Masovia Płock)             |
| 2005      | Polnische Einzelmeisterschaften        | Mixed        | 3     | Damian Pławecki / Monika Bieńkowska (AZS Kraków / Masovia Płock)             |
| 2005      | Polnische Einzelmeisterschaften        | Herrendoppel | 2     | Jacek Hankiewicz / Damian Pławecki (SKB Litpol-Malow Suwałki / AZS Kraków)   |
| 2006      | Polnische Einzelmeisterschaften        | Herrendoppel | 2     | Jacek Hankiewicz / Damian Pławecki (SKB Litpol-Malow Suwałki / AZS Kraków)   |
| 2006      | Polnische Einzelmeisterschaften        | Mixed        | 3     | Damian Pławecki / Monika Bieńkowska (AZS Kraków / Masovia Płock)             |
| 2007      | Polnische Einzelmeisterschaften        | Mixed        | 3     | Damian Pławecki / Monika Bieńkowska (AZS AGH Kraków / Masovia Płock)         |